# Jean Stéphenne
Jean baron Stéphenne (Furfooz, 1 september 1949) is een Belgisch bestuurder en voormalig wetenschapper en bedrijfsleider.

## Levensloop
Jean Stéphenne studeerde in 1972 af als landbouwkundig ingenieur in de bio-industrie en scheikunde aan de Faculté universitaire des sciences agronomiques de Gembloux en behaalde in 1980 een MBA aan de Université catholique de Louvain.
In 1974 ging hij aan de slag bij SmithKline-RIT (later GlaxoSmithKline Biologicals) in Rixensart. Hij ontwikkelde er een vaccin tegen hepatitis B en klom vervolgens op binnen het bedrijf. In 1984 werd hij directeur R&D en in 1991 kwam hij aan het hoofd van GSK Biologicals te staan. In deze hoedanigheid volgde hij Constant Huygelen op. Onder Stéphennes leiding werd GSK Biologicals een wereldleider op vlak van vaccins en groeide het personeelsbestand tot 12.000. Hij was wereldwijd betrokken bij de vaccins van GSK en vocht voor het behoud van de vaccinactiviteiten bij de fusies van SmithKline en Beecham en SmithKline Beecham en Glaxo Wellcome. Hij slaagde erin een geïntegreerd model op te bouwen waarbij in hetzelfde land (met vestigingen in Gembloers, Rixensart en Waver) tegelijkertijd onderzoek, klinische studies, productie en wereldwijde marketing werden uitgevoerd. In 2012 verliet hij GSK, waarna hij bestuurder en investeerder werd.
In 1992 was Stéphenne medeoprichter van de European Vaccines Manufacturing, waarvan hij van 1992 tot 1995 voorzitter was. In 1995 was hij betrokken bij de oprichting van Centre de Recherche Inter-Universitaire en Vaccinologie (CRIV). Van 1997 tot 2000 was hij voorzitter van de Union Wallonne des Entreprises (UWE). In deze hoedanigheid probeerde Stéphenne buitenlandse investeerders naar Wallonië te halen. Van 2008 tot 2012 vertegenwoordigde hij België bij Gavi, the Vaccine Alliance. Hij werkt mee aan de distributie van vaccins in armere landen om aids, malaria en tuberculose tegen te gaan dankzij een beleid van gedifferentieerde prijzen en een partnerschap met de Bill & Melinda Gates Foundation. Van 2011 tot 2021 was hij voorzitter van de Fondation Louvain, die onderzoek aan de UCLouvain ondersteunt en verschillende leerstoelen financiert.
Hij was tevens voorzitter van bouwbedrijf BESIX (2004-2017) en celtherapiebedrijf TiGenix (2012-2018) en bestuurder van de bank BNP Paribas Fortis, de holding Groupe Bruxelles Lambert en cultuurfestival Europalia. Hij bekleedt ook bestuursmandaten bij Vaxxilon en Bepharbel. Stéphenne investeerde en bekleedde bestuursmandaten in de biotechbedrijven OncoDNA, waarvan hij sinds 2015 voorzitter is, Bone Therapeutics, waarvan hij van 2018 tot 2022 voorzitter was, en iTeos Therapeutics en farmabedrijf Uteron Pharma (de voorloper van Mithra). Ook is hij voorzitter van de producent van koolstofbuisjes Nanocyl en kankerspecialist Integragen. In april 2020 werd Stéphenne voorzitter van de raad van commissarissen van het Duitse CureVac, waar hij sinds 2015 bestuurder was. Met zijn zoon Vincent bouwde hij een eigen farmabedrijf, BePharBel, uit. Tevens is hij senior advisor bij Merieux Equity Partners.

## Eerbetoon
- 1997 - Manager de l'année 1996 (Trends-Tendances)
- 2001 - opname in de erfelijke adel met de persoonlijke titel van baron
- 2004 - ereburger van Gembloers, een eerbetoon voor zijn rol bij de totstandkoming van het wetenschapspark CREALYS
- 2005 - prix de l'Innovation van het INSEAD[8]
- 2006 - eredoctoraat van Gembloux Agro-Bio Tech
- 2007 - Best Innovator Award
- 2011 - Commandeur in de Mérite wallon[9]
- 2014 - Ridder Commandeur in de Orde van het Britse Rijk[10]